# Lepuropetalon spathulatum
Lepuropetalon spathulatum  es la única especie del género monotípico Lepuropetalon,  perteneciente a la familia de las celastráceas. Es  originaria de  Uruguay.

## Taxonomía
Lepuropetalon spathulatum fue descrita por   Stephen Elliott y publicado en A Sketch of the Botany of South-Carolina and Georgia 1(4): 370. 1817.
Sinonimia
- Cryptopetalum pusillum Hook. & Arn.
- Lepuropetalon pusillum (Hook. & Arn.) Gay
- Pyxidanthera spathulata Muhl.[4]